# Monastero di Santa Maria della Giustizia
Il monastero di Santa Maria della Giustizia costituisce uno dei monumenti medioevali di maggior interesse di Taranto. Sorge nei pressi del fiume Tara.

## Storia
Secondo lo storico locale Giuseppe Blandamura, l'attuale struttura sorse sul sito concesso nel 1119 da Costanza di Francia e Boemondo II all'egumeno Giovanni, abate del Monastero di rito greco di S. Pietro in Isola, per realizzarvi una domus ad uso del monastero stesso e dei pellegrini. La struttura venne ampliata a partire dal XIV secolo, per poi essere affidata agli Olivetani nel 1482, i quali vi praticarono l'agricoltura e l'allevamento sfruttando le risorse del fiume e del vicino mare Ionio. Nella chiesa in stile angioino e negli ambienti monastici si conservano affreschi del XVI e XVIII secolo. 
A causa proprio della sua vicinanza al mare, subì frequentemente assalti e saccheggi da parte dei Saraceni, che nel 1594, in occasione di una campagna di violente incursioni nel meridione d'Italia, guidate da Scipione Cicala, diedero alle fiamme gran parte del monastero.
Nel 1725 i monaci lasciarono il monastero per trasferirsi a Taranto. La struttura fu allora trasformata in masseria, e ribattezzata con il nome Masseria la Giustizia. I vari ambienti dell'abbazia subirono frazionamenti e furono riconvertiti in stalle e depositi. A seguito delle leggi napoleoniche del 1804 passò al Duca di Taranto.
A partire dal 1960, il complesso fu inglobato nell'area industriale di Taranto, in particolare nella Raffineria Agip.Negli anni ottanta, il monastero fu assegnato dal Demanio dello Stato alla Soprintendenza Archeologica della Puglia che ne ha consentito il recupero. Scavi archeologici condotti in seguito, attestarono che l'area fu frequentata fin dall'epoca classica: ne sono prova le numerose tombe rinvenute, scavate nella roccia e rilavorate, probabilmente per la realizzazione di una salina.